# Esclainvillers
Esclainvillers és un municipi francès, situat al departament del Somme, dins la regió dels Alts de França.

## Situació
Esclainvillers és travessat per la carretera D188. Es troba uns quants quilòmetres al sud d'Ailly-sur-Noye i a uns tres quilòmetres de la frontera del Somme amb l'Oise.

## Administració

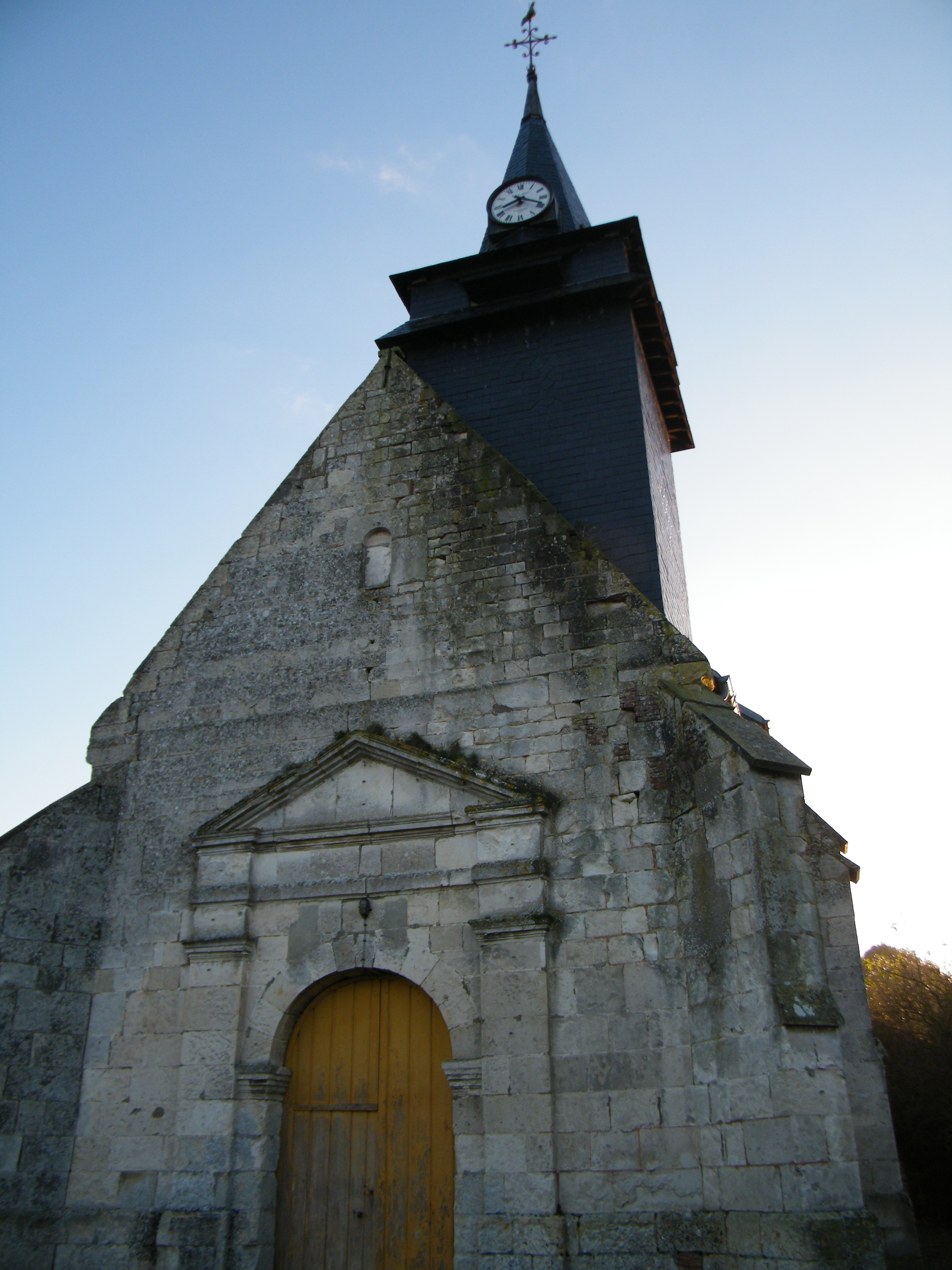

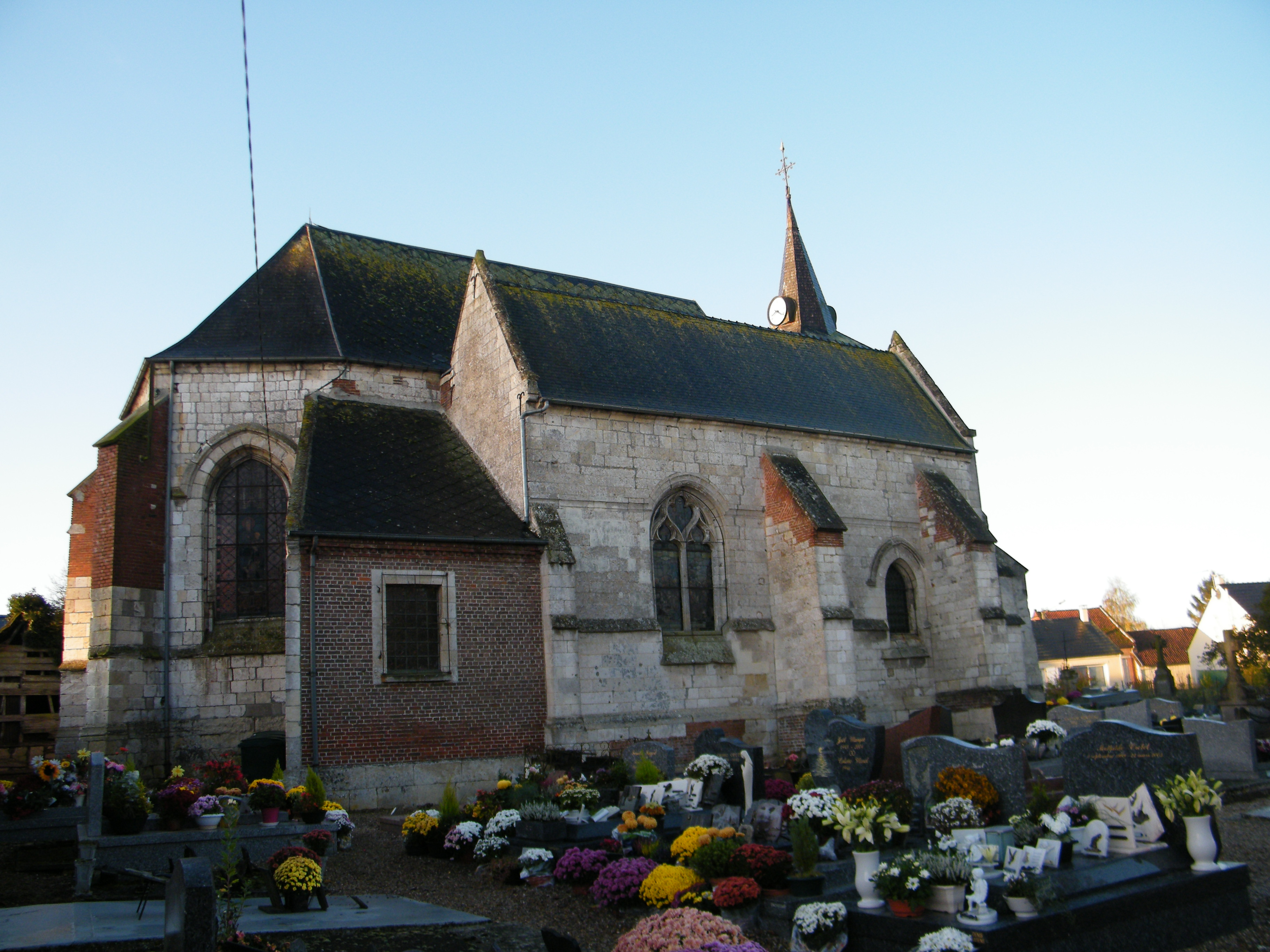

Esclainvillers forma part del cantó d'Ailly-sur-Noye, que al seu torn forma part del districte de Montdidier. L'alcalde de la ciutat és Alain Surhomme (2001-2008).